# Дзярдониці
Дзярдониці (пол. Dziardonice) — село в Польщі, у гміні Коваль Влоцлавського повіту Куявсько-Поморського воєводства.
Населення — 107 осіб (2011).
У 1975-1998 роках село належало до Влоцлавського воєводства.

## Демографія
Демографічна структура станом на 31 березня 2011 року:
|          | Загалом | Допрацездатний вік | Працездатний вік | Постпрацездатний вік |
| -------- | ------- | ------------------ | ---------------- | -------------------- |
| Чоловіки | 57      | 16                 | 38               | 3                    |
| Жінки    | 50      | 11                 | 30               | 9                    |
| Разом    | 107     | 27                 | 68               | 12                   |